# Wilhelm Brecour
Wilhelm Carl Fritz Brecour (* 9. Dezember 1866 in Pritzwalk; † 11. Januar 1940 in Kiel) war ein deutscher Gewerkschafter und Politiker. Er war Chefredakteur der Schleswig-Holsteinischen Volkszeitung und sozialdemokratischer Politiker. Er war von 1919 bis 1932 Mitglied des preußischen Landtages.

## Familie
Brecour war das älteste Kind des Ehepaars Wilhelm August Brecour (1841–1908) und Maria Auguste Caroline Grube aus Pritzwalk. Er hatte neun Geschwister, sechs Schwestern und drei Brüder. Einer seiner Brüder, Albert Brecour (1883–1931), und dessen Frau Minna Giebel (1883–1966) wurden Eltern von Marianne Brecour (1908–1999), der Frau von Johann Baptist Gradl (1904–1988). Brecour hat am 26. Februar 1890 Anna Dorothea Langmaack (1870–1961) geheiratet und mit ihr zusammen insgesamt fünf Kinder gehabt: Anna, Wilhelm (1893–1927), Hans, Paula (geboren 1897) und Richard.

## Leben
Brecour machte eine Ausbildung zum Tischler und engagierte sich in späteren Jahren in der Holzarbeitergewerkschaft.
1888 zog Brecour nach Kiel, arbeitete zunächst in mehreren Kleinbetrieben und dann bei der Kaiserlichen Werft Kiel als Tischler.
Brecour war ab 1. April 1893 Hilfsarbeiter der Schleswig-Holsteinischen Volkszeitung. Im gleichen Jahr wurde er dort Expedient und ab 1904 bis 1931 Redakteur in verschiedenen Ressorts. Am 2. Mai 1923 verließ Brecour die Zeitung bis April 1924 für eine Tätigkeit im Landesarbeitsamt.
1931 ist Brecour wegen eines schweren Augenleidens und fast taub aus dem Berufsleben ausgeschieden. Kurze Zeit später hatte er einen Unfall, der dazu führte, dass er den Rest seines Lebens in seiner Wohnung in der Kleiststraße 21 in Kiel verbrachte. Seine Tochter Paula pflegte sowohl Brecour in seinen letzten Lebensjahren als auch seine Frau bis zu deren Tod im Jahre 1961.

## Politik
Von 1894 bis 1899 war Brecour Vorsitzender der Kieler SPD. Anfang der 1920er Jahre gehörte Brecour zum Bezirksvorstand der SPD. 1925 und 1929 hielt er die Hauptreferate auf den Bezirksparteitagen vor den Kommunalwahlen.
Brecour wurde 1910 Stadtverordneter der Stadt Kiel, als solcher 1916 wiedergewählt; am 24. Mai 1918 wurde er ehrenamtlicher Stadtrat, in diesem Amt wiedergewählt am 29. Oktober 1919 und am 19. Oktober 1924, bis er im Juli 1929 ausschied. Als 1912 der Oberbürgermeister Dr. Paul Fuß das Drei-Klassen-Wahlrecht in Kiel einführen wollte, verhinderte Brecour dies.
Von 1919 bis 1921 war er Mitglied der verfassunggebenden preußischen Landesversammlung und in den folgenden drei Legislaturperioden von 1921 bis 1932 Mitglied des Landtages des Freistaates Preußen.
1923/1924 war Brecour für kurze Zeit Landesrat der Provinzialverwaltung.

## Werke
Wilhelm Brecour: Die Sozialdemokratische Partei in Kiel. In: Zur Geschichte der Kieler Arbeiterbewegung. (= Sonderveröffentlichungen der Gesellschaft für Kieler Stadtgeschichte Band 15), Kiel 1983.